# Melanie Martinez
Melanie Adele Martínez (Baldwin, Estats Units, 28 d'abril de 1995), coneguda simplement com a Melanie Martínez és una cantautora i fotògrafa nord-americana. Va ser participant del concurs de talents televisiu The Voice, i després d'arribar als últims sis concursants de la tercera temporada del programa i ser eliminada, es va embarcar en una gira musical acústica nacional on va interpretar versions que va realitzar durant el concurs i algunes cançons originals.

## Orígens
Melanie Adele Martínez va néixer el 28 d'abril de 1995 a Baldwin, Estats Units. La Melanie va començar a cantar als tres anys i a tocar la guitarra un any més tard encara que no va ser fins als tretze que va començar per compte propi a prendre lliçons més instruïdes. Va assistir a l'escola Baldwin Sènior High School i, durant la seva estadia en la secundària, va desenvolupar una inclinació per la fotografia centrant-se en retrats i treballs conceptuals. Pel costat musical, també va participar en concursos de talents escolars i recitals de micròfon obert en recintes al llarg de Long Island.

## 2012: inicis a The Voice
El 2012 Melanie va donar una audició per a la tercera temporada del popular concurs de talents nord-americà The Voice de la NBC amb l'esperança de desenvolupar i millorar les seves habilitats musicals. La cadena de televisió va transmetre l'episodi de la seva audició el 17 de setembre. Martínez es va presentar a les audicions cegues cantant una versió jazz del senzill de 2003 «Toxic» de Britney Spears. Després de finalitzar la seva presentació, la concursant va aconseguir fer que tres dels quatre entrenadors —Adam Levine, Blake Shelton i Cee El Green— voltegessin les seves cadires, els qui la van elogiar pel so «inusual» de la seva versió. A més de comparar-la amb Björk, Levine la va cridar «increïble» i, encara que Shelton i Green van intentar portar-la als seus equip dient va actuar com una «artista única que no sona com ningú més», Melanie va escollir a Levine perquè fos el seu entrenador. Abans d'unir-se al seu equip, la cantant va declarar que volia estar en l'equip de qui la deixés expressar-se creativament i ser ella mateixa. La seva versió de «Toxic» va entrar en el top 100 general i el top 10 de les llistes alternatives d'iTunes. Durant l'episodi del 9 d'octubre, Melanie va tenir la seva primera ronda de batalla contra Caitlin Michele, qui també pertanyia a l'equip Levine. Les concursants van interpretar la cançó de Ellie Goulding «Lights» de 2011 d'una manera «inquietant». Encara que la cantant va tenir alguns problemes durant els assajos, la seva presentació va mostrar la força de la seva veu, la qual cosa va complicar l'elecció de Levine pel que va haver de demanar ajuda per escollir als altres jutges. L'entrenador va acabar escollint a Martínez com la guanyadora, permetent que Michele fos «robada» per Shelton i Green i s'unís a l'equip d'aquest últim.
Durant les rondes de knockout transmeses el 29 d'octubre, la concursant es va enfrontar contra Sam James, també de l'equip Adam. Per a la competició, Martínez va decidir realitzar una versió simplificada de «Bulletproof» (2009) de la Roux mentre que James versionà «Walking in Memphis» (1991) de Marc Cohn. L'entrenadora Christina Aguilera va elogiar l'actuació de Melanie en dir que «quan obres la boca i cantes, és gairebé inquietant, realment et convida a aquest món especial que només tu ets capaç de crear». Finalment, encara que Shelton va bromejar sobre l'estil de la cantant i va escollir a James com a guanyador, Adam Levine va triar a Melanie com a tal. Segons el vocalista de Maroon 5, els nervis de Martínez la van ajudar a relluir amb la seva veu «susurrante». Per a la primera ronda en viu va interpretar «Hit the Road Jack» (1961) de Ray Charles amb un estil de jazz. Encara que el públic va decidir salvar a Amanda Brown i Bryan Keith en l'equip, Adam va salvar amb el seu vot a Melanie perquè continués competint.
Actuacions i resultats
- La versió d'estudi de la presentació va arribar al top 10 d'iTunes.[12]

| Etapa                                     | Episodi | Cançó                                | Artista Original  | Resultat                                       |
| ----------------------------------------- | ------- | ------------------------------------ | ----------------- | ---------------------------------------------- |
| Audicions cegues                          | 4       | «Toxic»                              | Britney Spears    | Giren tres cadires, ingressa a l'equip d'Adam. |
| Ronda de batalla (contra Caitlin Michele) | 11      | «Lights»                             | Ellie Goulding    | Guanya la batalla i avança a la següent ronda. |
| Ronda de knockout (contra Sam James)      | 16      | «Bulletproof»                        | La Roux           | Guanya la batalla i avança a la següent ronda. |
| Ronda en viu                              | 18      | «Hit the Road Jack»                  | Ray Charles       | Salvada per Adam, avança al top 12.            |
| Ronda en viu, top 12                      | 22      | «Cough Syrup»                        | Young the Giant   | Votada pel públic, avança al top 10.           |
| Ronda en viu, top 10                      | 23      | «Seven Nation Army»                  | The White Stripes | Votada pel públic, avança al top 8.            |
| Ronda en viu, top 8                       | 25      | «Too Close»                          | Alex Clare        | Votada pel públic, avança al top 6.            |
| Ronda en viu, top 6                       | 27      | «Crazy»                              | Gnarls Barkley    | Eliminada.                                     |
| Ronda en viu, top 6                       | 27      | «The Show» (elecció de l'entrenador) | Lenka             | Eliminada.                                     |

## 2013-2017: Dollhouse i Cry Baby
Després de quedar fora de The Voice, Martínez es va embarcar en una petita gira musical a través dels estats del seu país mentre escrivia i gravava la seva pròpia música. Va començar el 30 de març de 2013 en el club The Evening Muse en Charlotte, Nova York, i va acabar en el saló Schubas a Chicago, Illinois, el 22 de desembre del mateix any. Es tractava d'una gira acústica on Melanie interpretava algunes de les cançons que va cantar en The Voice igual que altres originals com «Birthing Addicts», «Million Men» i «Dear Porcupines». A l'octubre de 2013, la cantant va anunciar que havia signat un contracte de publicació amb Warner/Chappell Music i, més tard, va llançar el seu senzill debut «Dollhouse» juntament amb el seu vídeo musical el 10 de febrer de 2014. Escrita per Martínez amb ajuda del duo productor Kinetics & One Love i produïda per aquests dos, la cançó va arribar fins al vintè lloc en la llista de senzills alternatius d'iTunes. També va rebre escasses però positives ressenyes per part dels crítics musicals; Glenn Gamboa de Newsday va comparar l'estil de la cançó amb el de la cantant neozelandesa Lorde en cridar-la la seva «versió nord-americana». D'altra banda, Rachel McRady d'US Weekly va destacar la seva habilitat artística, «evident en el vídeo musical de "Dollhouse", on Martinez es vas veure com una nina lleugerament dement».

## 2019-2020: K-12 i After School
Melanie Martinez ha acabat de gravar el seu segon àlbum, descrivint-lo com les històries de personatges que viuen al veïnat de Cry Baby. A l'octubre de 2016, va llançar un comercial de la seva fragància anomenada Cry Baby Perfum Milk, afegint que la "idea d'aquest perfum s'ha estat conreant al meu cervell des del moment en què vaig acabar d'escriure el meu àlbum". Serà distribuït directament pel segell discogràfic de Martinez, Atlantic, el que els converteix en el primer segell discogràfic en distribuir una fragància. Al novembre de 2016, Martinez va llançar el seu segon EP titulat Cry Baby's Extra Clutter, un llançament de vinil físic de les cançons extra de Cry Baby, així com el senzill de Martinez, "Gingerbread Man". Va llançar el vídeo musical de la seva cançó "Pacify Her" seguit al desembre de 2016 per un vídeo per "Mrs. Potato Head". El vídeo de "Mad Hatter" va ser llançat el 23 de setembre de 2017. Cry Baby va ser certificat Platí el 24 de febrer de 2017.
El març de 2017, Martinez va expressar el seu desig de produir una pel·lícula explicant la història de cada cançó del seu segon àlbum, explicant que "actualment estic escrivint una pel·lícula […] vaig a passar tot l'any treballant en ella, dirigint, filmant, maquillant i tot, així que és molta feina. "
El 15 de maig de 2019 la cantant va revelar el nom del seu segon àlbum d'estudi K-12 i va publicar un vídeo amb un primer cop d'ull a la cançó. Un dia després va revelar la portada oficial de l'àlbum mitjançant una foto al seu compte d'Instagram. El 29 de maig de 2019 la cantant va revelar la data oficial de llançament de l'àlbum el qual serà llançat a l'mercat musical el 6 de setembre de 2019. També hi ha una col·laboració entre Melanie amb la rapera i actriu mexicoamericana, Claudia Alexandra Feliciano, coneguda professionalment com "Snow Tha Product", amb el tema "I Scream", que és una cançó inèdita de Claudia amb Melanie, no ha estat interpretada en viu ni llançada als fans. A on també, comencen a aparèixer fragments de la cançó el 28 de juliol de 2019, i per després, ser filtrada de manera completa el 5 de gener de 2020. La primera barreja solista de la cançó, en què només Melanie participa, es va filtrar el 4 de gener de 2020. No obstant això, Snow Tha Product originalment va planejar llançar la cançó amb Melanie en 2016, on després, ella afirma que Atlantic Records, fent que no li permetria fer-ho, possiblement perquè Claudia no era gaire famosa en aquell moment .
El 10 de febrer de 2020, Melanie llança la seva cançó "Copy Cat", en col·laboració amb la rapera, cantant i compositora nord-americana, Terra Whack. Aquesta és la primera vegada que Whack ha treballat en qualitat professional amb Melanie Martinez, i la primera vegada que Melanie ha presentat a un altre artista en una de les seves cançons, a excepció, de la seva col·laboració inèdita amb Snow Tha Product.
El 26 de juny de 2020, Melanie llança la seva cançó "Fire Drill", la qual apareixia en els crèdits de la seva pel·lícula K-12. El 25 de setembre de 2020, Melanie llança el seu àlbum EP After School, està compost per 7 cançons: "Notebook", "Test Me", "Brain & Heart", "Numbers", "Glued", "Field Trip" i "The Bakery".

## Des del 2021: MM3
El tercer àlbum de Melanie Martinez també tindrà una pel·lícula acompanyant, com K-12. Martinez ha confirmat que hi hauran 13 cançons. Al febrer de 2021 viatjà amb Kinetics & One Love, els seus productors, a Hawaii per produir l'àlbum. El 13 de març, Kinetics & One Love van pujar un fragment d'una cançó que estarà a l'àlbum, si no és descartada. No es sap molt de l'àlbum. Probablement eixirà a la llum a finals del 2021 o al 2022.

## Influències i estil

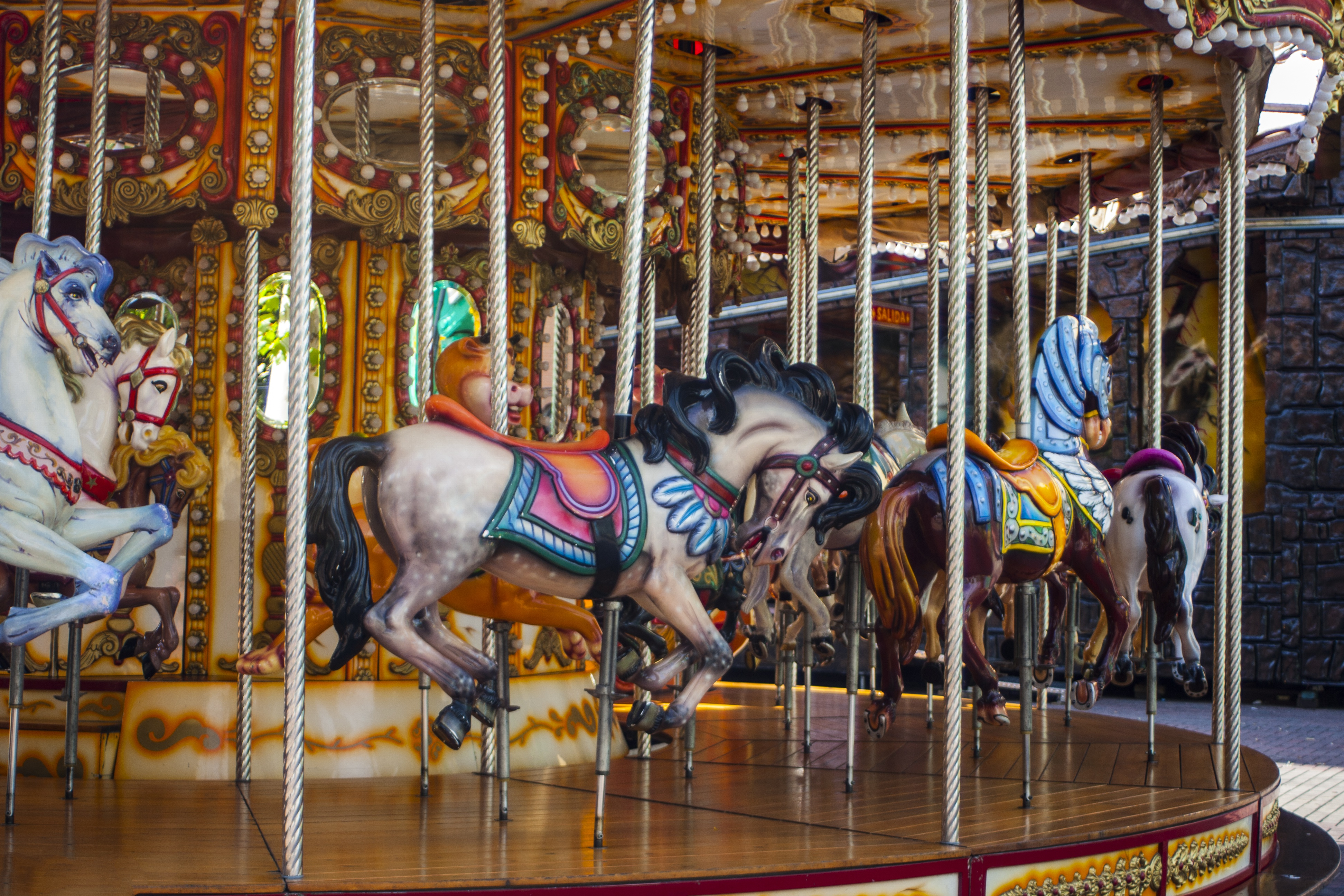
Per compondre, Martínez s'inspira en coses relacionades amb la seva infància com els carrusels i els carnestoltes.

El seu estil musical abasta gèneres independents com el indie folkdream pop i el pop alternatiu. Martínez ha acreditat a Kimbra, Gregory and the Hawk, Feist, Regina Spektor, Lana Del Rey i a la seva pròpia mare com algunes de les persones que influeixen en la seva creativitat i desenvolupament artístic. La cantant va descriure els gèneres musicals del seu primer extended play, Dollhouse, com «heavy child» —traduïble com a «nen pesat»—: «ritmes inspirats per l'hip-hop/trap pesat amb esborronadors i nostàlgics sons infantils [fets amb], per exemple, pianos per a bebè, caixes musicals i joguines». L'obra va incloure cançons pop fosques com la pista homònima.
Estèticament, Melanie és reconeguda pel seu cabell de dos tons similar al del personatge de Disney Cruella de Vil. Se'l va tenyir d'aquesta manera una mica abans de donar la seva audició en The Voice pel que consideraria «gairebé un crim» canviar-ho. La cantant només tenyeix el costat dret del seu cabell i no voldria tenir-ho tot d'un mateix color. Com la seva música té una relació molt estreta amb el seu estil visual, Martínez es vas veure amb caps de nines, coses peludes, mitjanes d'encaix, vestits de Peter Pan amb coll, biberons i altres. Es descriu a si mateixa com una lolita infantil de 1950. Durant una entrevista amb Greg Mania per Creem Magazine, l'artista va declarar: «Sempre he tingut una forta connexió amb la meva infància. La meva personalitat també reflecteix això. Com si tingués cinc anys, em vesteixo com si tingués cinc anys. Suposo que només sóc una nena de cor».

## Discografia
| Any  | Àlbums d'estudi | Detalls | Posicionament en llistes | Vendes | Certificacions |
| Any  | Àlbums d'estudi | Detalls | EUA                      | Vendes | Certificacions |
| ---- | --------------- | --- | ------------------------ | ------ | -------------- |
| 2015 | Cry Baby        | - Llançament: 14 d'agost de 2015. - Discogràfica: Warner/Chappell Music i Atlantic Records. - Formats: CD, digital i vinil. | 6                        | —      | —              |
| 2019 | K–12            | |                          |        |                |
| 2023 | Portals         | |                          |        |                |

| Any  | EP        | Detalls | Posicionament en llistes | Posicionament en llistes | Vendes | Certificacions |
| Any  | EP        | Detalls | EUA                      | EUAHeatseeker            | Vendes | Certificacions |
| ---- | --------- | --- | ------------------------ | ------------------------ | ------ | -------------- |
| 2014 | Dollhouse | - Llançament: 19 de maig de 2014. - Discogràfica: Warner/Chappell Music i Atlantic Records. - Formats: CD, digital i vinil. | —                        | 4                        | —      | —              |

| Any  | Senzill             | Posicions | Posicions | Àlbum                                            |
| Any  | Senzill             | EUA       | CA        | Àlbum                                            |
| ---- | ------------------- | --------- | --------- | ------------------------------------------------ |
| 2012 | «Seven Nation Army» | 86        | 55        | Cançons interpretades en The Voice. Sense àlbum. |
| 2012 | «Too Close»         | 94        | 76        | Cançons interpretades en The Voice. Sense àlbum. |
| 2012 | «The show«          | —         | —         | Cançons interpretades en The Voice. Sense àlbum. |
| 2012 | «Crazy»             | —         | 99        | Cançons interpretades en The Voice. Sense àlbum. |
| 2014 | «Dollhouse»         | —         | —         | Dollhouse                                        |
| 2014 | «Carousel»          | —         | —         | Dollhouse                                        |
| 2015 | «Pity Party»        | —         | —         | Cry Baby                                         |
| 2015 | «Soap»              | —         | —         | Cry Baby                                         |
| 2015 | «Sippy Cup»         | —         | —         | Cry Baby                                         |

Notes
- «Seven Nation Army», «Too Close», «The Xou» i «Crazy» van aconseguir els llocs trenta, vint-i-set, seixanta-set i cinquanta-cinc en la llista Digital Songs respectivament.[24]
- «Seven Nation Army» també va aconseguir els llocs cinc, set i deu en les llistes Heatseekers Songs, Rock Digital Songs i Hot Rock Songs respectivament.[25][26][27]

## Gires musicals
Com a principal
- Dollhouse Tour (2013-14)
- Cry Baby Tour (2015-16)
- K-12 Tour (2019-20)

Recolzant
- Lindsey Stirling - Music Box Tour (2015)
- Adam Lambert - The Original High Tour (2016)